# Liv Midbøe
Liv Midbøe, född 28 september 1980, är en norsk-svensk konstnär, verksam i Arvika.
Midbøe studerade keramik vid Kunsthøgskolen i Bergen 2002-2005, bildkonst vid Kunsthøgskolen i Bergen 2005-2007 och Escola Massana d’Arte y Disseny i Barcelona 2004.
Hon har ställt ut separat på Rackstadmuseet, Kunstnersenteret Møre och Romsdal i Molde och Galleri Format i Bergen. Hon har medverkat i grupputställningen Paradigm-contemporary Norwegian arts and crafts i Zagreb, Sofia, Grönland, Budapest, Paris, Bryssel, Irland, Bratislava, Island och Sydkorea 2011-2014, Le Crut et le Cuit Galerie Favardin et de Verneuil i Paris 2010, Taiwan Ceramic Biennale i Taipei 2008, The 3rd World Ceramic Biennale Icheon i Sydkorea 2005 och tillsammans med Siri Brekke och Kristine Thenman på Arvika Konsthall 2010.
Hon har tilldelats Kunsthøgskolen i Bergen reisestipend 2005, August Rigner stipendiefond 2005, Fabrikör JL Eklunds hantverksstiftelse 2006-2007, Norske kunsthåndverkere prosjektstøtte 2007/2008, Kulturkontakt Nord 2007, Estrid Ericssons Stiftelse 2007/2008/2010, Galleri Reformas Ungdomsstipendiat 2008, Statens Arbeidsstipend for yngre kunstnere Norge 2008-2010, Norske kunsthåndverkere ad-hoc midler 2005 och 2008-2010, Bergen kommunes etableringsstipend for kunstnerer 2009 och  Konstnärsnämndens ettåriga arbetsstipendium 2015.  
Hennes konst består av skulpturer, installationer, teckning och broderi. 
Midbøe är representerad vid Norske Utenriksdepartementet, Vestlanske Kunstindustrimuseet Permanenten i Bergen, Röhsska museet, Nasjonalmuseet i Oslo, Kvinnemuseet i Kongsvinger, Handelsbanken Stockholm, Denmark International Ceramic Research Centre, Arvika Hamam, Arvika kommun och Värmlands läns landsting.